# Protson letto
Protson letto este o arie protejată (arie specială de conservare — SAC, sit de importanță comunitară — SCI) din Finlanda întinsă pe o suprafață de 9 ha, integral pe uscat.

## Localizare
Centrul sitului Protson letto este situat la coordonatele 61°23′55″N 21°52′29″E / 61.3986°N 21.8747°E.

## Înființare
Situl Protson letto a fost declarat sit de importanță comunitară în mai 2002 pentru a proteja un număr necunoscut de specii din flora spontană și fauna sălbatică aflate în arealul zonei. Situl a fost protejat și ca arie specială de conservare în aprilie 2015.

## Biodiversitate
Situată în ecoregiunea boreală, aria protejată conține 3 habitate naturale: Izvoare fino-scandinave și mlaștini produse de izvoare bogate în minerale, Mlaștini alcaline, Mlaștini împădurite.
La baza desemnării sitului se află un număr nedeclarat de specii protejate.